# Лагуна Хилс (Калифорнија)
Лагуна Хилс (енгл. Laguna Hills) град је у америчкој савезној држави Калифорнија. По попису становништва из 2010. у њему је живело 30.344 становника.

## Демографија
Према попису становништва из 2010. у граду је живело 30.344 становника, што је 834 (2,7%) становника мање него 2000. године.
| Група             | 2000.          | 2010.          |
| Белци             | 21.471 (68,9%) | 18.725 (61,7%) |
| Афроамериканци    | 429 (1,4%)     | 420 (1,4%)     |
| Азијати           | 3.181 (10,2%)  | 3.829 (12,6%)  |
| Хиспаноамериканци | 5.113 (16,4%)  | 6.242 (20,6%)  |
| Укупно            | 31.178         | 30.344         |